# Restio aureolus
Restio aureolus är en gräsväxtart som beskrevs av Neville Stuart Pillans. Restio aureolus ingår i släktet Restio och familjen Restionaceae. Inga underarter finns listade i Catalogue of Life.